# Nowy Dwór (powiat inowrocławski)
Nowy Dwór – wieś w Polsce położona w województwie kujawsko-pomorskim, w powiecie inowrocławskim, w gminie Dąbrowa Biskupia.

## Podział administracyjny
W latach 1975–1998 miejscowość należała administracyjnie do województwa bydgoskiego.

## Demografia
Według Narodowego Spisu Powszechnego (III 2011 r.) wieś liczyła 118 mieszkańców. Jest 21. co do wielkości miejscowością gminy Dąbrowa Biskupia.